# 피즈

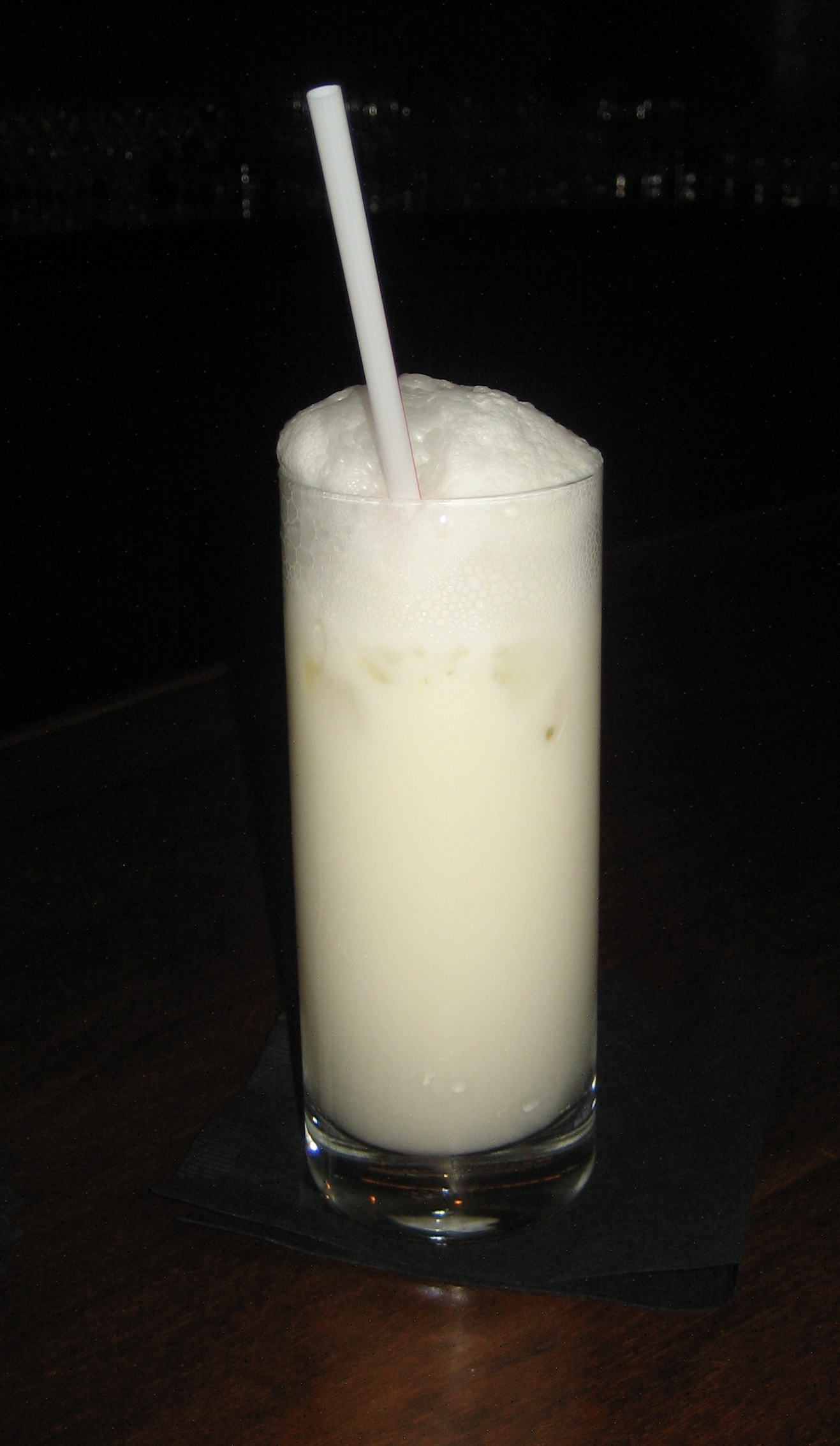
라모스 진 피즈

피즈(Fizz)는 레몬 주스, 설탕, 탄산수, 얼음을 혼합한 칵테일이다. 특히 레몬이나 라임 등의 산성 주스와 탄산수가 특징이다.

## 역사
"fiz"를 처음으로 기술한 것은 해당 레시피가 포함된 1876년 제리 토머스의 바텐더의 가이드(Bartender's Guide)의 부록이다.

## 슬로 진 피즈
전통적인 슬로 진 피즈(Sloe Gin Fizz)는 슬로 진(블랙손향 스피릿), 그레이프프루트 주스, 시럽, 에그화이트, 탄산수를 포함한다. 에그 화이트가 제거된 것도 있다.